# The Phantom of the Air
The Phantom of the Air é um seriado estadunidense de 1933, gênero aventura, dirigido por Ray Taylor, em 12 capítulos, estrelado por Tom Tyler, Gloria Shea, Craig Reynolds e William Desmond. Produzido e distribuído pela Universal Pictures, veiculou nos cinemas estadunidenses a partir de 22 de maio de 1933.

## Sinopse
Um invento de Thomas Edwards, o aparelho antigravitacional chamado "Contragrav", é procurado por uma gangue de contrabandistas liderados por Mort Crome. O piloto Bob Raymond vem em auxílio dos inventores, usando outra das invenções de Edwards, o avião “The Phantom”.

## Elenco
- Tom Tyler … Bob Raymond, piloto
- Gloria Shea … Mary Edmunds, filha de Thomas Edwards e interesse amoroso de Raymond.
- LeRoy Mason … Mort Crome
- Craig Reynolds … Blade
- William Desmond … Mr Thomas Edwards, o inventor do "Contragrav" e do "The Phantom"
- Sidney Bracey … Munsa
- Walter Brennan … "Skid"
- Jennie Cramer … Marie
- Cecil Kellogg … Joe
- Edmund Cobb … Bart
- Bud Osborne … Spike
- Nelson McDowell … Scotty
- Tom London … Jim
- Ethan Laidlaw … Durkin
- Al Ferguson … Al
- Monte Montague ... Mecânico (não-creditado)

## Capítulos
1. The Great Air Meet
2. The Secret of the Desert
3. The Avenging Phantom
4. The Battle in the Clouds
5. Terror of the Heights
6. A Wild Ride
7. The Jaws of Death
8. Aflame in the Sky
9. The Attack
10. The Runaway Plane
11. In the Enemy's Hands
12. Safe Landing

Fonte:

## O seriado no Brasil
The Phantom of the Air estreou no Brasil em 5 de novembro de 1933, no Cine Odeon Sala Azul, pelo Programa Serrador, sob o título “O Avião Fantasma”.[carece de fontes?]